# Назем Хиджази
Назем Хиджази (настоящие имя и фамилия — Шариф Хуссейн, урду شریف حسین; 1914, Гурдаспур, Пенджаб (Британская Индия) — 2 марта 1996, Пакистан)
— пакистанский прозаик, писавший на урду.
Бо́льшую часть своей жизни в Пакистане .
Автор книг об истории ислама, в которых описывает рост и падение исламского халифата.
Его романы «Muhammad Bin Qasim», «Aakhri Ma’raka», «Qaisar-o Kisra» и «Qafla-i Hijaz» показывают эпоху подъёма политической, военной, экономической и культурно-образовательной силы ислама, а книги «Yusuf Bin Tashfain», «Shaheen», «Kaleesa Aur Aag» и «Andheri Raat Ke Musafir» — период испанской реконкисты.
Роман «Akhri Chataan» повествует о завоеваниях Чингисхана в Центральной Азии, уничтожении государства Хорезмшахов, показывает жестокие завоевания монголов, военный гений Чингисхана, силу воли хорезмшаха Джалал ад-Дина Менгуберди и недостойную политику Аббасидского халифата.
Ему принадлежат также два романа о британском завоевании Индии, истории многих наций в Индии после распада империи Великих Моголов.
Исторический роман «Khaak aur Khoon» о насилии, которое привело к кровопролитным событиям 1947 года, вызванному разжиганием религиозной напряженности среди мусульман, сикхов и индусов, во времена раздела Британской Индии и обретению независимости Пакистаном.
В 1992 году награждён пакистанской литературной премией The President’s Award for Pride of Performance.